# Masel
Masel (nep. मसेल) – gaun wikas samiti w zachodniej części Nepalu w strefie Gandaki w dystrykcie Gorkha. Według nepalskiego spisu powszechnego z 2001 roku liczył on 1279 gospodarstw domowych i 6131 mieszkańców (3171 kobiet i 2960 mężczyzn).